# HTV-4
HTV-4, 또는 고노토리 4호기(일본어: こうのとり4号機)는 HTV 시리즈에 속하는 국제 우주 정거장 무인 재보급 우주선으로, 2013년 8월 3일 다네가시마 우주 센터에서 H-IIB 로켓에 실려 발사되어 6일 후 정거장에 도착하였다. 총 탑재량은 5.4 t 이었다.

## 특징
기존 HTV 우주선들과의 주요 차이점은 다음과 같다.
- 태양 전지판 중 하나가 ISS와 도킹하고 있을 때 전기가 흐르는 양을 측정하는 검류계로 바뀌었다.[2]
- 화물 적재량을 더 증가시켰다.
- NASA의 실험장치 STP-H3을 싣고 대기권에 재돌입할 예정이었는데, 이는 최초로 어떠한 장비를 싣고 대기권에 재돌입하는 것이었다.
- 대기권 재진입 궤도를 조정하여 ISS에서 재진입 모습이 보이도록 조정하였다.

## 화물
HTV-4에는 총 화물 5.4 t이 실렸으며, 이 중 3.9 t은 내부 가압부에, 나머지 1.5 t은 외부 감압부에 실렸다.
내부 가압부에는 CANA(Cabin network system for Kibo→키보 모듈용 조종석 네트워크), FROST(Stirling-Cycle Refrigerator), ICE Box(ISS Cryogenic Experiment Storage Box), i-Ball 재진입 데이터 기록기, 큐브위성 4개(PicoDragon, ArduSat-1, ArduSat-X, TechEdSat-3), 및 Kirobo(일본 우주비행사 와카타 코이치의 로봇 쌍둥이)가 실렸다.
외부 감압부에는 MBSU(Main Bus Switching Units), UTA(Utility Transfer Assembly), ISS 예비 부품, 대기권에 재돌입하는 NASA 실험장비 STP-H4(Space Test Program - Houston 4)가 실렸다.

## 임무 개요

### 발사 및 ISS와의 랑데부
HTV-4는 2013년 8월 3일 협정 세계시 19:48:46에 다네가시마 우주 센터 요시노부 발사장 제2발사대에서 H-IIB 로켓에 실려 성공적으로 발사되었다.

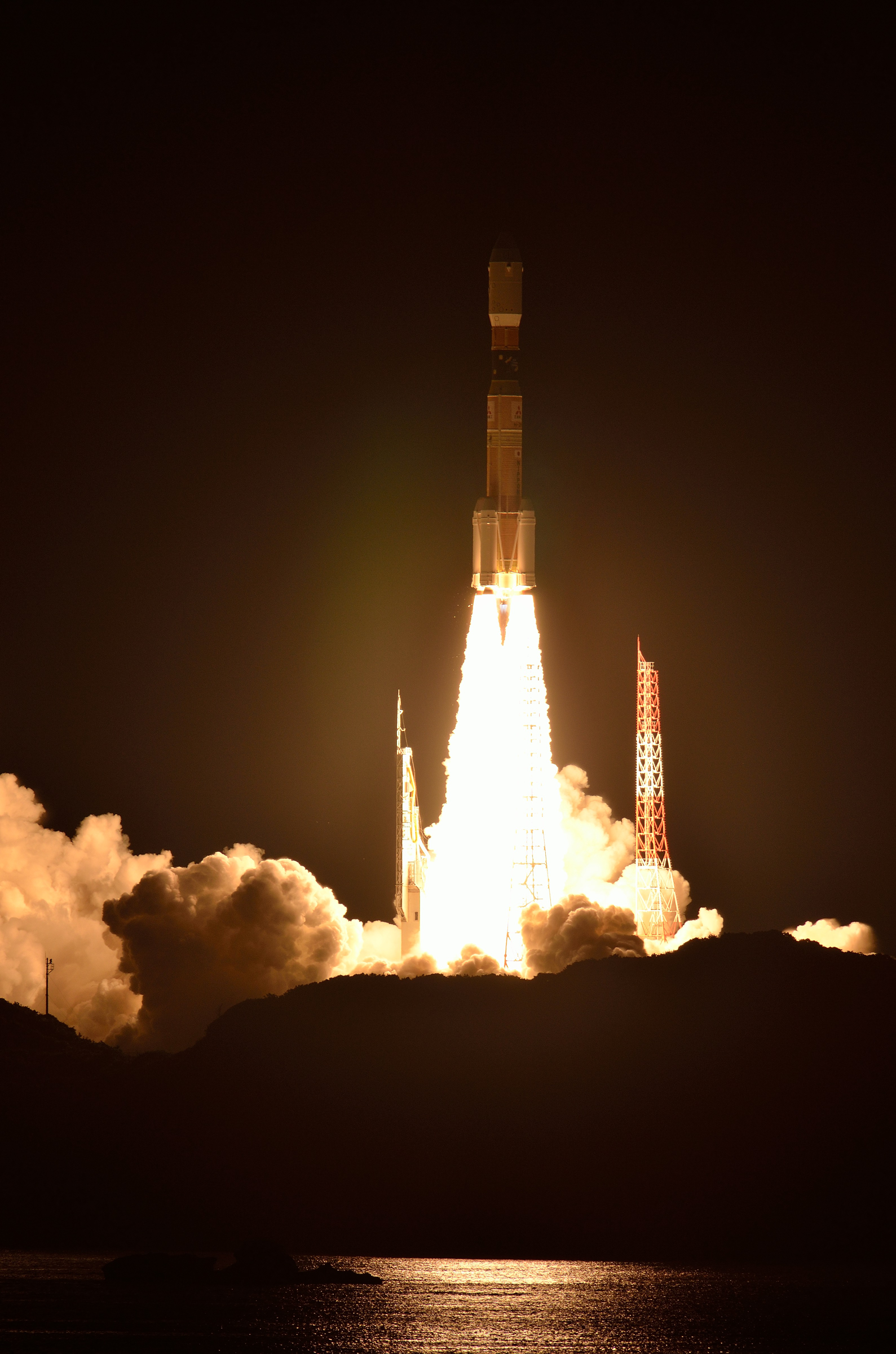
2013년 8월 4일(현지 시간), H-IIB 로켓이 HTV-4를 싣고 발사되는 모습.

발사 이후 5.5일간 몇 번의 궤도 조정을 거친 후, 8월 9일 5시 31분, 우주선은 ISS 뒤쪽 5km 지점에 있는 가상의 접근 유도점에 도착했으며, 8시 5분에 최종 접근절차를 시작했다. ISS의 로봇 팔인 SSRMS가 11시 22분에 우주선을 잡았으며, 16시 32분에 ISS의 일반 정박 메커니즘(CBM) 장치에 연결되었다. 모든 결합 절차는 18시 38분에 완료되었다.

### ISS와의 도킹 이후
다음 날 11시 11분, 정거장 승무원들은 해치를 열고 들어가 화물을 옮겼다.

### 정거장 출발 및 대기권 재돌입
HTV-4는 9월 4일 16시 20분에 정거장과 도킹이 해제되었으며, SSRMS 로봇 팔을 이용해 우주선을 정거장에서 떨어트려 놓았다.
우주선의 재진입 궤도를 ISS에서 볼 수 있게 조정한 후, 최종적으로 HTV-4 우주선이 궤도를 이탈해서 재진입 절차에 들어갔다. 우주선은 2013년 9월 7일, 협정 세계시 6시 37분에 대기권에 재진입했다.

## 참고 문헌
- “HTV4 (KOUNOTORI 4) Mission Press Kit” (PDF). JAXA. 2013년 8월 2일. 2017년 11월 30일에 확인함.